# Jean-Pierre Brazs
Jean-Pierre Brazs est un artiste français, né en 1947 de père français et de mère hongroise.

## Biographie
Depuis 1975, (d'abord sous le nom de Jean-Pierre Lavigne), le travail de Jean-Pierre Brazs porte sur des questions liées à la peinture, aux espaces urbains ou au paysage. Depuis 2009, son activité artistique se développe à partir de fictions institutionnelles: le Centre de recherche sur les faits picturaux, la Manufacture des roches du futur, le Musée du gravat et le Musée des arts terriens.
Depuis juillet 2020, il vit et travaille à Barjac dans le Gard, et se consacre essentiellement au dessin et à l'écriture.
Auditeur Emphytéote du Collège de 'Pataphysique depuis mai 2024.

### Peinture, dessin, photographie
Venu à Paris en Novembre 1970, il participe aux activités de la Jeune Peinture et présente sa première exposition personnelle à Bruxelles en 1972. Ses œuvres sont présentes en particulier dans les collections du Musée de Grenoble, de la bibliothèque historique de la Ville de Paris et du Fonds national d’art contemporain.
Expert en techniques picturales, Jean-Pierre Brazs a collaboré techniquement à de nombreuses études scientifiques en particulier pour le Centre de recherche et de restauration des musées de France, laboratoire du Louvre ou pour l'Institut des NanoSciences de Paris. Il est l'auteur d'un traité de techniques picturales "Manières de peindre" publié aux éditions Notari, Genève.
Membre de l'Oupeinpo (Ouvroir de Peinture Potentielle) depuis octobre 2022.

### Action culturelle / espaces urbains
En 1969, il est chargé d’une animation arts plastiques à la Maison de la Culture de Rennes.
De 1977 à 1980, il dirige l’Atelier du Mur à Belfort, structure expérimentale dans les domaines des arts plastiques et du cadre de vie, collabore aux projets de l’Association Franco-Suisse d’Action Culturelle et participe aux activités du Groupe Pap’ Circus, créé par Max Horde.
En 1981, il est membre de la commission du Fonds régional d’Aide à la Création Artistique (DRAC Franche-Comté). 
En 1983, il conduit pour le Centre d’Action Culturelle de Montbéliard (avec la collaboration de Judith Epstein) l’opération « Lieux dits » conjuguant des approches visuelles et sociologiques du paysage urbain. La même année il réalise une œuvre monumentale pour une place publique de la Ville nouvelle de l’Isle d’Abeau.
En 1984, il réalise pour le ministère de la Culture (Délégation aux Arts Plastiques) l’étude de définition d'un centre d’art contemporain dans l’Agora de la Ville nouvelle d’Evry.
En 1988, il conçoit pour la Ville de Héricourt (Haute-Saône) le traitement artistique et paysager d'un axe urbain reliant le centre-ville au nouveau lycée.
En 2016, il conçoit pour la Ville de Meyrin (Suisse) un parcours urbain, commande du Fonds d'art contemporain de Meyrin.

### Muséographie, scénographie
De 1985 à 2000, il a conçu de nombreuses expositions scientifiques, notamment « Le cuir toujours » en 1988 et « Vive l’eau » en 1990 (coconception avec Jean-Michel Boissier) pour la Cité des sciences et de l'industrie de la Villette, ainsi que des parcours muséographiques pour le Parc Archéologique Européen de Bliesbruck-Reinheim. Il a participé à la conception muséographique du Musée national de Préhistoire des Eyzies.
Il a assuré la maîtrise d'œuvre de plusieurs scénographies d'expositions en particulier « Qu’est ce qu’on risque ? » présentée à Chambéry et la Cité des sciences et de l'industrie en 1991-1992, « Un jardin de naturaliste », scénographie d’un jardin en hommage au botaniste Paul Jovet au Jardin des Plantes à Paris, en 1996, « Villes et pays d'art et d'histoire » pour la direction du patrimoine du ministère de la Culture, présentée à l’Assemblée nationale en 1997.
En 2000, il est chargé pour le site du Pont du Gard du scénario et de la direction de projet d'une exposition-spectacle à propos du territoire entre Cévennes et Camargue : « La traversée du vent »

### Interventions paysagères
Dans le domaine du paysage, il a réalisé depuis 1996 de nombreuses « interventions paysagères » en particulier pour le Jardin des plantes à Paris, le Musée national de Port-Royal des champs, le centre culturel Tjibaou à Nouméa, l’abbaye de Jumièges, les jardins de Gilles Clément dans le Domaine du Rayol, le parc paysager de l'hippodrome de Pornichet conçu par Michel Péna. Il a participé à de nombreuses manifestations internationales en particulier la biennale « Art Grandeur Nature » à la Courneuve en 1998, le festival des jardins de Chaumont-sur-Loire  en 2004, les festivals « Jardins à suivre » au Luxembourg et en Lorraine en 2002 et 2004. En février 2005, il a participé à la Sorbonne au colloque international « Paysage et modernité(s) » 

### Fictions institutionnelles
En janvier 2009, il crée le Centre de recherche sur les faits picturaux, qui a pour objectifs l'inventaire et l'étude de faits picturaux réels ou imaginaires, passés, présents ou futurs, volontaires ou involontaires. Ce centre rend compte de ses activités sous la forme de communiqués de presse, d'expositions, de conférences et publie depuis septembre 2010, un petit journal saisonnier:"Parlons peinture". 
En juillet 2013, il fonde la Manufacture des roches du futur, qui  a pour objectif de décrire par tous moyens scientifiques et poétiques les roches qui pourraient  se former sur terre dans des avenirs proches ou très lointains et de réaliser des fac-similés de ces hypothétiques matières géologiques.
En avril 2016, il fonde le Musée du gravat qui est un observatoire d'effondrements. Par nature il n'est pas "hors les murs" mais "sans murs". De fait, toutes prévisions, traces et conséquences d'effondrements, appartiennent à ses collections.
En 2023, il imagine un Musée des arts terriens créé au début du IVe millénaire après J.-C.

### Collections publiques
- Fonds national d’art contemporain, Paris
- Musée de Grenoble
- Musée d'histoire contemporaine, Paris
- Museo del paesaggio, Verbania (Italie)
- Bibliothèque historique de la Ville de Paris
- Bibliothèque Picpus / Paris
- Centre d'action culturelle, Montbéliard
- Ville d’Aubervilliers
- Collection départementale d'art contemporain de Seine-St-Denis

### Interventions paysagères
Paul Ardenne définit bien la démarche de Jean-Pierre Brazs

« L'in situ tel que le convoque Jean-Pierre Brazs, cette fois encore, fait donc figure de prise de possession respectueuse du lieu occupé, à la fois pratique et sensible, appropriation n'ayant rien d'illusionniste, refusant les effets visuels virtuoses tout comme la simple citation enregistreuse. On mesure combien la démarche de l'artiste diverge de celle des land artists historiques, adeptes d'une relation violente au lieu investi. »

— (Extrait du catalogue "Art Grandeur Nature 98")
- Ville de Meyrin, Suisse, 2016
- Museo del Paesaggio, Verbania, Italie, 2016
- Jardin alpin, Meyrin, Genève (Suisse), 2015
- Jardins des cairns / Saint-Julien-Mondenis, Savoie, 2015

- Parc paysager de l'hippodrome de Pornichet, 2013
- Domaine de la Palissade, Camargue, 2011
- Site du Fourneau Saint-Michel, Saint-Hubert (Belgique), 2011
- Carrière Chéret, Ambrault, Indre, 2010
- Terril du Bayemont, Charleroi (Belgique), 2008
- Jardin de Lacombe, Lagraulière, Corrèze, 2007
- Hôpital de Bullion, Yvelines, 2007
- Jardin des Méditerranées, Domaine du Rayol, 2006
- Abbaye de Jumièges, 2005
- Ville de Saint-Egrève, Isère, 2005
- Centre culturel Tjibaou, Nouméa, Nouvelle-Calédonie, 2004
- Festival international des jardins de Chaumont-sur-Loire, 2004
- Festival Jardins… à suivre, Troisvierges (Luxembourg), 2004
- Circuit pierre&nature, Mellé, Ille-et-Vilaine, 2004
- Jardin des Renaudies, Colombier-du-Plessis, Mayenne, 2004
- Musée national de Port-Royal des Champs, 2004
- Festival "Jardins … à suivre", Fénétrange, Moselle, 2002
- à pierre vue, Saint-Pierre de Fursac, Creuse, 2002
- Centro cultural El Matadero, Huesca (Espagne), 2002
- Musée des Beaux-arts de Pau, 2001
- Symposium "le Vent des forêts", Lahaymeix, Meuse, 2001
- Chambre de séjour avec vue, Saignon, Vaucluse, 2000
- La Corbinière des landes, Merdrignac, Côtes-d'Armor, 1999
- Grande serre tropicale du Jardin des plantes, Paris, 1999
- Château de Laàs, Pyrénées-Atlantiques 1999
- Art Grandeur Nature, Parc départemental de la Courneuve, 1998
- Musée du Grand Pressigny, 1997
- Conservatoire des ocres et pigments appliqués, Roussillon, 1997
- Jardin des plantes, Paris, 1996